# Flint Hill, Missouri
Flint Hill är en ort i Saint Charles County i Missouri. Vid 2020 års folkräkning hade Flint Hill 981 invånare.